# 生類憐憫令
生類憐憫令（日语：／ Shōrui awaremi no rei）是日本江戶時代末期，幕府五代将军德川纲吉为改善社会风气及教化民心，基于释家之慈、儒家之仁颁布一系列法令。该系列法令主张对老弱病残等社会弱势群体给予关照援助，并倡导人与自然、人与动物的和睦相处。过往的历史描述和文艺改编中对此系列法令的评价多基于虚实不明的坊间谣言，故而给人留下“奇葩且极端的动物保护法”等消极印象。

## 错误认知与妖魔化
“生类怜悯令”一词中，“生类”“怜悯”皆为佛教用语，因此评价这一系列法令时，会不可避免地站在释家视角，甚至牵扯进其母桂昌院及隆光和尚。该令在各种捏造和创作中成为一种以犬类为主的极端动物保护法。
一些描述里，桂昌院为祈祷纲吉早日再得世子，向宠僧隆光寻求建议，于是隆光为满足这母子二人的愿想，更是为自己能享荣华富贵而不断进言怂恿，也就有了臭名昭著的“生类怜悯令”。
这一论说完全抛开当时的社会背景及具体的实施方针不提，只专注于恶意揣度历史人物的主观私念并加以放大抹黑，影响极其恶劣。早在上世纪末，冢本学已对这一“隆光进言论”的草率结论予以批判，其后大石慎三郎、山室恭子、根崎光男亦对此做了补充说明。
笼统地用“生类怜悯令”这一权宜性称呼来概括纲吉基于怜悯生灵所颁布的一系列法令，存在两大问题。
一是解读时不把人当生灵之一，恶意曲解原旨，刻意强调“生灵=动物”，夸大甚至捏造纲吉对动物的极端保护，却无视纲吉的法令中对老弱病残等社会弱势群体的关怀，给人动物的命大于人命的错误印象。
二，有些法令与怜悯生灵这一原则属交集而非并集，例如纲吉的禁枪令旨在加强社会治安，维护幕府统治，保护动物属附带的道德教化。有人射杀了一只鹤而被砍头，乍一看此人仅仅违反了生类怜悯令就被处以极刑，但他被砍头的最主要原因是非法持枪，威胁社会治安，滥杀动物是为其次。禁枪令最初的确强调不要伤害山林野兽，放空枪吓唬即可，但农民和庄稼依然受威胁，于是幕府在没收个人持有的猎枪后，会派专人前往受野兽威胁的村庄射杀之。
且猎人这一职业并不受限，纲吉并未因为自己怜悯生灵就剥夺靠捕猎为生者的工具。同样纲吉禁止钓鱼娱乐，但并未禁止以渔猎为生者捕鱼贩卖。
“生类怜悯令”中有关动物保护的法令最为人津津乐道，然事实上，要求路上百姓对狗下跪、打死蚊子即流放等荒唐法令，不见于幕府法令集，只见于《三王外記》《御当代記》等杂说风闻类的著作中。
《三王外记》早年被当作研究江户中期政治与人物的第一手资料，然个中记载多为坊间流言和杜撰，无确凿史料支持，近世史学者目下对此多有批判。平户藩主·松浦静山早已批评过它“最初问世时谁都知道是杜撰的，时间久了却被大家当成真事”、“此书十句里只有一句能信”。

## 颁布动机与实施

### 颁布动机
目下的研究将该系列法令颁布动机主要分为两类，这两类同根同源，理念多有重合处。
一：移易野蛮风俗。
德川纲吉上台之初，战国虽已结束七十余年，然杀伐血腥却未褪尽，武士视庶民之命为草芥，庶民又视比自己力量更弱者为欺压霸凌的最优目标。为纠正世间不仁无义的野蛮风气，纲吉基于释家之慈、儒家之仁推行一系列法令。
20世纪初的历史学家栗田元次率先注意到该系列法令中禁止遗弃老弱病残等基于人文关怀发布的条目。对社会弱势群体，幕府予以保护援助，对弑杀女婴者予以严惩。禁止武士杀伤百姓，惩罚酗酒斗殴者，这类对人的约束同样旨在保障一般平民的安稳生活。
人以外，纲吉同样对动物投以关爱，这部分在以讹传讹中已被彻底妖魔化。
早在纲吉颁布与猫狗相关的法令以前，上台之初他即多次强调对牛马的保护，主要内容有「禁止切割分离马筋」、「禁止遗弃病老牛马」等。
例如「禁止切割分离马筋」这条，其实施背景是由于当时对马的畸形审美，人们会切割分离马筋让马看起来更漂亮，拍卖价格更高。纲吉认为这一满足人类私欲而使动物受苦的行为是为不仁，实质上与2023年荷兰颁布的「禁止繁育短鼻犬」在理念上有异曲同工之处。
并且在当时，马是人们生活里重要的交通运输工具，后来所颁布的「禁止让牛马负荷过多」这一条例乍看是基于纲吉泛滥的同情心，然须知这与现代社会禁止货车超载、甚至与实施八小时工作制在本质上并无不同。
而「禁止遗弃病老牛马」则与「禁止遗弃老弱病残」发自同一仁心。现代日本社会随意丢弃报废车辆尚有面临诉讼的风险，况乎古代可能携带病毒的病老牛马，且幕府会给予难以赡养老牛病马和老弱病残的人家以金钱和食物补助。
二：解决社会治安问题。
武家从前一直有养鹰狩猎的惯习，狗则为鹰的饵料，由此武家上下养狗成风，大名更喜饲养烈犬。不仅如此，将军大名狩猎，猎场周围的百姓人家皆要上缴一只狗，太瘦的还会被课以两到三只的“税”。
犬类大量繁殖引发严重的社会治安问题，成群伤人、叼走路旁孩童等悲剧频频发生。对此纲吉要求民众善待犬类，给予食物防止它们饿肚时侵害百姓财产甚至危及生命，其后又于江户多处建立起狗屋集中管理。
此外，纲吉要求给家养犬做毛色体型和饲主登记，明确责任所在，极力避免人狗冲突，保护民众财产生命的同时亦是在保护狗不受血腥捕杀。
诚然，圈养无主野狗、病狗、烈狗每年花销不在少数，然而值得注意的是野狗横行的根源——也就是纲吉丝毫不热衷也不鼓励的狩猎，却一直以来都是剥削百姓、践踏庄稼的上层社会的娱乐活动。饲鹰费用、人员调遣、猎场维护……热衷该项活动的三代家光及八代吉宗所耗金钱人力从不见提起。
纲吉在职期间，日本社会迎来“元禄盛世”，幕府财政好转，轻徭薄赋下人民生活相对富足（详情参考“德川纲吉”词条）。如此背景下，幕府为解决社会治安问题所花费的金钱，究竟会对财政造成多的压力，又会为人民带去多深的痛苦，此事尚无定论。
并且纲吉上任之初即拆除毫无实战作用的巨型军舰“安宅丸”，该舰造于家光时期，每年维护费达十万两，光四代家纲在职三十年间便浪费了三百万两，于国于民却无任何益处。过往描述中从不见提及此事，而只专注基于杂说类劣质史料无下限抹黑。
过往描述中，家宣上台后即废除“生类怜悯令”，似乎是痛改前任纲吉的恶法，但根崎光男的研究却指出，纲吉晚年时狗屋所养野狗数量已骤减，狗屋占用的土地也逐渐返还给百姓。既然狗的数量不再威胁社会治安，那么就没有必要再维护狗屋。
塚本学注意到狗屋将公狗与母狗分开圈养，强调其目的在于防止进一步繁殖，这一记录于幕府法令集中的明文规定证实了纲吉建立狗屋，其本意在于解决社会治安问题，而非出自自己属狗爱狗、或对隆光和尚和母亲桂昌院的言听计从。

### 实际处罚与不实描述
另有个别于现代看未免过于严厉的法令，诸如“杀狗偿命”，解读时须知杀狗这一行为在整个江户时代都会被处以流放或死罪，与纲吉个人喜恶关系不大。明治维新以前的日本社会深受佛教影响，不杀不食牛马猪狗等哺乳动物是为自古以来的惯习。
天和二年十月，一流浪汉杀死两条狗，狗的主人是江户本银町的八右卫门和三郎兵卫。流浪汉承认自己是蓄意杀狗，幕府认为性质极为恶劣，处以流浪汉死刑。这是早于所谓“生类怜悯令”颁布的时期，更早于隆光和尚来江户。
再之前的宽文十年到二十年，这是家纲的时代，四起杀狗案的罪犯被处以流刑。而离开江户，全国各藩又都能见到严惩杀牛马狗者的明文规定，会津藩正保三年（1646）年的条文里严厉禁止杀牛杀狗，同样也禁止买卖交易和食用。1646年，纲吉还不叫纲吉，叫“德松”，此时未满周岁。
基于新井白石的记述，纲吉颁布的“生类怜悯令”导致数十万人获罪，因此家宣上台后当即废止恶法，大赦天下。然而全国总共加起来不过赦免8831人。1875年，日本总人口约3530万人，刑务所受刑13186人，占比0.037%。1945年日本战败时占比0.051%，1949高达0.097%，此后大体呈减少趋势，2016以来稳定在0.030%到0.040%之间。
1709年天下大赦，当时日本总人口约2800-2900万人，大赦8831人，占比不到0.030%。假使说这8831人的罪行皆与“生类怜悯令”有关，那么是否可以认为纲吉的治理是史上第一太平长安，毕竟他们只是杀狗屠马，这个世道还没人杀人放火。但很明确的是，其中99.9%的犯罪与“生类怜悯令”无关。
据山室恭子统计，“生类怜悯令”推行期间因触犯相关法令被问罪的加起来仅69件，还得算上《御当代記》里找不到明确出处的“听说有人因此获罪”。69件里不仅其中43件都是武士受罚，同样的罪，武士与百姓所受处罚还是不一样的，醉酒砍杀马匹的百姓文四郎无罪释放，而同罪的幕府足轻弥一兵卫等人则被追放（驱逐）。
纲吉以严刑峻法治世，其中针对武士的较多，尤其是违反“生类怜悯令”的。而对百姓，杀人、放火、诈骗者会被处以较重刑罚甚至死刑，涉及“生类怜悯令”时则宽大处理，故而也难怪武士愤慨，毕竟从前他们杀个人都且是小事，如今砍条狗捅个马都要掉脑袋。
柳泽吉保及伞下学者所编撰的《宪庙实录》为纲吉朝编年体史书，在最后的部分评价道：「该系列法令的主旨在于期盼百姓育成仁心，因此并未严格执行。」
然《宪庙实录》在献于八代将军吉宗时，该书最后对纲吉功绩的评价和对“生类怜悯令”的描述被吉宗要求删改，故于幕府官方史书中难以寻找到对纲吉的正面评价。
纲吉去世后，家宣上台。过往描述里家宣当即废除了恶法，还政治清明，然事实并非如此。后来打出的民间告示里一字未提废止，反而是「不使其中断」，甚至强调「谨怀怜悯生灵之心」。

## 脚注
1. ↑  《江戸町触集成》

## 外部連結
- 生類憐み政策の成立に関する一考察―近世日本の動物保護思想との関連で